# Prognathogryllus inexpectatus
Prognathogryllus inexpectatus är en insektsart som beskrevs av Perkins, R.C.L. 1899. Prognathogryllus inexpectatus ingår i släktet Prognathogryllus och familjen syrsor. Inga underarter finns listade i Catalogue of Life.